# Spanish Town
Spanish Town je město na Jamajce. Nachází se na řece Rio Cobre 15 km západně od Kingstonu a je administrativním centrem farnosti St. Catherine. Se zhruba 160 000 obyvateli je druhým největším městem Jamajky. Je nejstarším souvisle obydleným sídlem ostrova.
Původními obyvateli byli Taínové. Město založil roku 1534 španělský conquistador Francisco de Garay pod názvem Villa de la Vega (Město na pláni), později Santiago de la Vega (Svatý Jakub na pláni). V roce 1665 obsadili ostrov Angličané a sídlo přejmenovali na Spanish Town (Španělské město). V roce 1692, kdy byl Port Royal zničen zemětřesením, se Spanish Town stalo hlavním městem Jamajky a zůstalo jím do roku 1872, kdy byla správa kolonie přenesena do Kingstonu.
Město se vyznačuje mnoha památkami koloniální architektury: katedrálu svatého Jakuba, která je nejstarší anglikánskou katedrálou mimo Anglii, guvernérský palác, budovu soudu, kasárna a litinový most z roku 1801. Spanish Town je centrem potravinářského průmyslu díky své poloze na úrodné pláni Liguanea, kde se pěstuje tropické ovoce, cukrová třtina, kávovník a oreláník barvířský. Město je známé také díky stadionu Prison Oval (nazvaném podle sousední věznice), kde se provozuje fotbal a kriket.
Ve Spanish Townu se narodila zpěvačka Grace Jones.